# بوابة الشمس

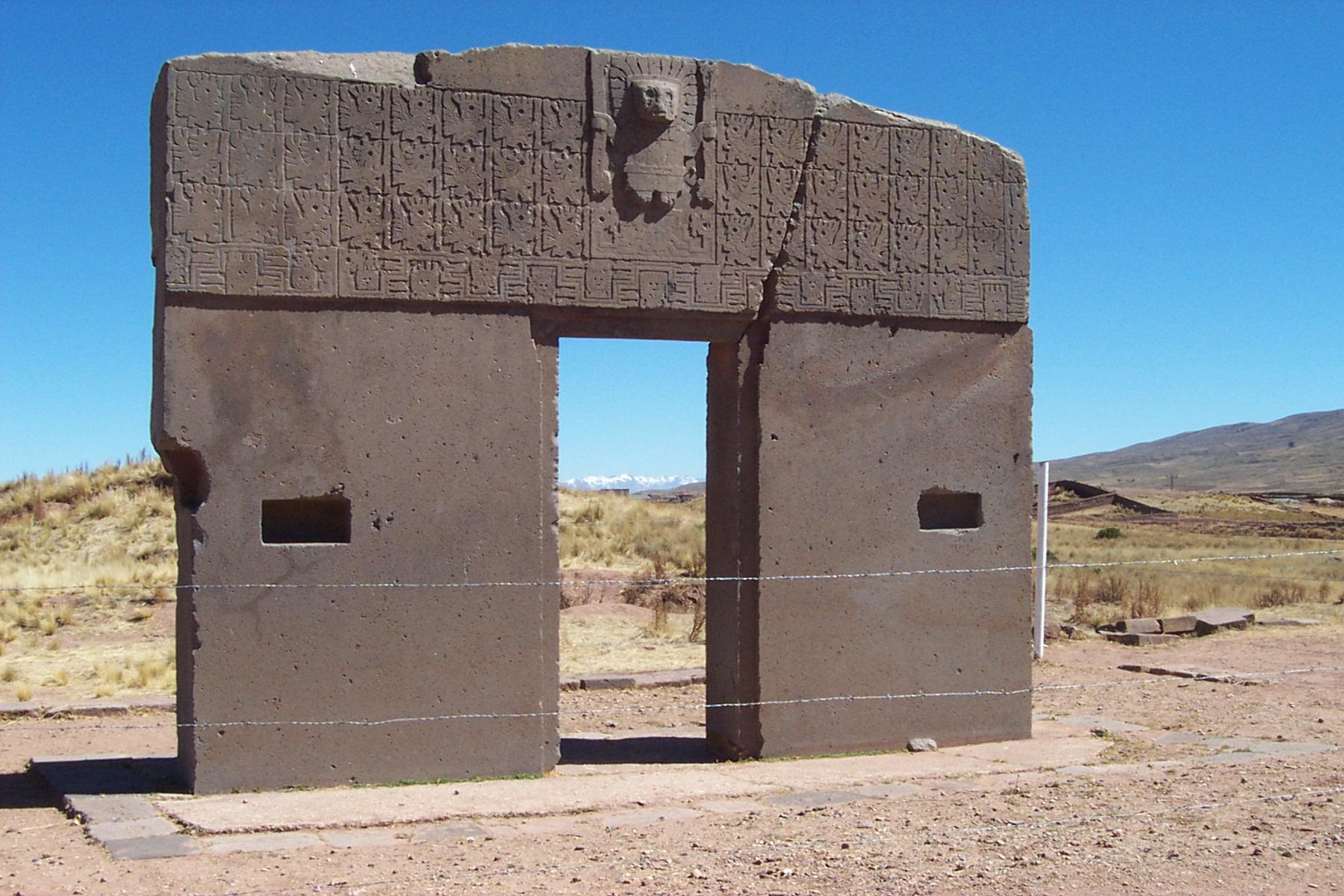
بوابة الشمس

بوابة الشمس بوابة حجرية صنعتها حضارة تايواناكا في غرب بوليفيا قبل حوالي 1500 سنة.
تقع جانب بحيرة تيتيكاكا على أرتفاع 12,549.2 قدم (3,825.0 م) عن سطح البحر بشكل موازي للعاصمة البوليفية لاباز بطول 9.8 قدم (3.0 م) وعرض 13 قدم (4.0 م) ويقدر وزنها بعشرة أطنان كقطعه حجرية متصلة.
على الرغم من أنها تقف الآن في وضع مستقيم، إلا أنه عندما تم العثور عليها من قبل المستكشفين الأوروبيين في منتصف عام 1800، كانت ملقية على الأرض بشكل أفقي، ويبدو أيضاً وجود صدع كبير في أعلى يمين القوس، ومن غير المعروف كيفية حدوث هذا الأمر، إلا أنه تم أعادة تشييدها في الموقع الذي تم العثور عليها فيه ومن غير المؤكد أن هذا الموقع هو موقعها الأصلي.

## الرموز على البوابة
تحوي البوابة على مجموعة من الرموز يصل عددها إلى 48 رمز بالأضافة إلى رمز واحد مركزي. تمثل 32 من هذه الرموز وجوها بشرية أما ال16 رمز المتبقية فتمثل رؤوس طائر الكندور، وجميع هذه الوجوه تنظر للرمز المركزي الذي يعتبر بمثابة رمز مقدس يخرج من حوله 24 شعاع قد تمثل أشعة الشمس، يعتقد بعض المؤرخين وعلماء الآثار أن الرمز المحوري يمثل إله الشمس، في حين أن آخرين قد أعتبروه فيراكوتشا إله الخلق عند شعوب الأنديز.
يعتبر البعض أن الرموز التي تحتويها البوابة تعبر عن دلالات فلكية.

## معرض الصور

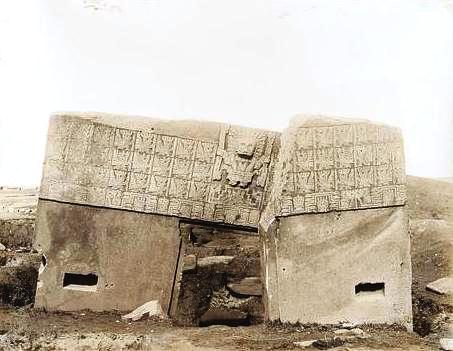
بوابة الشمس (1903).
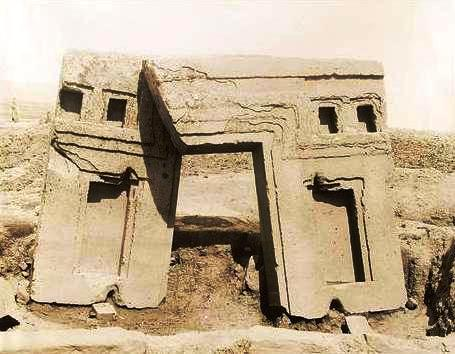
بوابة الشمس، الناحية الخلفية (1903).
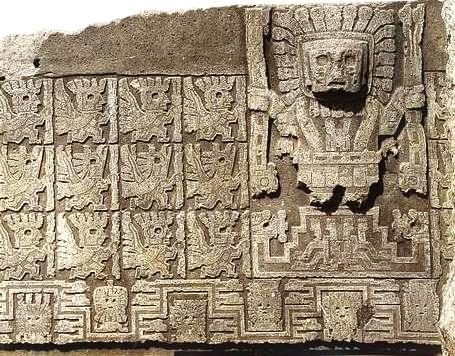
بوابة الشمس عن قرب (1903).